# Пока горят огни
«Пока горят огни» («Не выключай свет»; англ. Keep the Lights On) — автобиографический фильм режиссёра Айры Сакса, который номинировался на приз Большого жюри кинофестиваля Сандэнс. На Берлинале 2012 года картина получила награду «Тедди». Сюжет фильма основан на личном опыте Айра Сакса и его отношениях с Биллом Клеггом, литературным агентом, который опубликовал мемуары о своей борьбе с наркоманией.

## Сюжет
Действие фильма происходит на Манхеттене в 1997 году. Полуобнажённый мужчина по имени Эрик Ротман лежит на кровати и выбирает телефонные номера для знакомства и секса. Так он впервые встречается с Полом Люси, который заявляет Эрику сразу после секса: «Вообще-то у меня есть подруга». Эта несуразная встреча вскоре превращается в серьёзные отношения, которые быстро развиваются. Эрик — независимый режиссёр-документалист, его последний фильм был представлен в Роттердаме и получил премию Тедди, Пол — успешный литературный адвокат в крупном издательстве. Между мужчинами, которых объединяет любовь и надежда, начинается страстный десятилетний роман.

## В ролях
| Актёр              | Роль |
| ------------------ | ---- |
| Туре Линдхардт     | Эрик |
| Закари Бут         | Пол  |
| Джулианна Николсон | Клэр |

## Награды и номинации
- 2012 — премия «Тедди» Берлинского кинофестиваля.
- 2012 — участие в основной конкурсной программе кинофестиваля «Сандэнс».
- 2012 — четыре номинации на премию «Независимый дух»: лучший фильм, лучшая режиссёрская работа (Айра Сакс), лучший сценарий (Айра Сакс, Маурицио Закариас), лучшая мужская роль (Туре Линдхардт).